# Андорра Ветеранс
«Андорра Ветеранс» (кат. FC Andorra Veterans) — бывший андоррский футбольный клуб из Андорра-ла-Велья, выступавший в двух чемпионатах Андорры. Серебряный призёр чемпионата Андорры 1996/97.

## История
Команда дебютировала в чемпионате Андорры в сезоне 1996/97 под названием «Андорра Ветеранс». Клуб провёл 22 игры, в которых одержал 19 побед и 1 раз сыграв вничью, набрав при этом 59 очков. В итоге клуб занял 2 место, уступив всего на два очка от победителя «Принсипата». В следующем сезоне команда играла под названием «Андорра» и покинула высший дивизион заняв предпоследнее 10 место. Клуб набрал 12 очков (3 победы и 3 ничьи). 

## Названия
- 1996—1997: «Андорра Ветеранс»
- 1997—1998: «Андорра»

## Статистика
| Сезон   | Дивизион        | Место в чемпионате | И  | В  | Н | П  | ГЗ | ГП | О  | Кубок Андорры | Примечание |
| ------- | --------------- | ------------------ | -- | -- | - | -- | -- | -- | -- | ------------- | ---------- |
| 1996/97 | Примера Дивизио | 2                  | 22 | 19 | 2 | 1  | 84 | 25 | 59 |               |            |
| 1997/98 | Примера Дивизио | 10                 | 20 | 3  | 3 | 14 | 20 | 70 | 12 |               | Понижение  |